# Морроу, Джеймс
Джеймс Морроу (англ. James Morrow, род. 17 марта 1947 года) — американский писатель-фантаст. Лауреат международных премий в области фантастики Небьюла, Всемирной премии фэнтези и других.

## Биография
Морроу родился в Филадельфии, Пенсильвания, США. В Пенсильванском университете получил степень бакалавра, после чего прослушал курс мировой литературы в Гарварде. Некоторое время работал преподавателем английского языка, мультипликатором и режиссёром. В 1981 году написал свой дебютный роман «The Wine of Violence».
В настоящее время проживает вместе со своей женой Кэтрин Смит Морроу и сыном Кристофером в Стейт-Колледже в Пенсильвании.

## Премии и награды
- 1988, Небьюла в категории «Рассказ» за «Библейский рассказ для взрослых № 17: Потоп»
- 1991, Всемирная премия фэнтези в категории «Роман» за «Единородная дочь»
- 1992, Небьюла в категории «Повесть» за «City of Truth» (1991)
- 1995, Всемирная премия фэнтези в категории «Роман» за «Towing Jehovah» (1994)
- 2010, Премия Теодора Старджона Theodore Sturgeon Award, в категории «Лучший НФ-рассказ» за «Shambling Towards Hiroshima»